# Faustebol

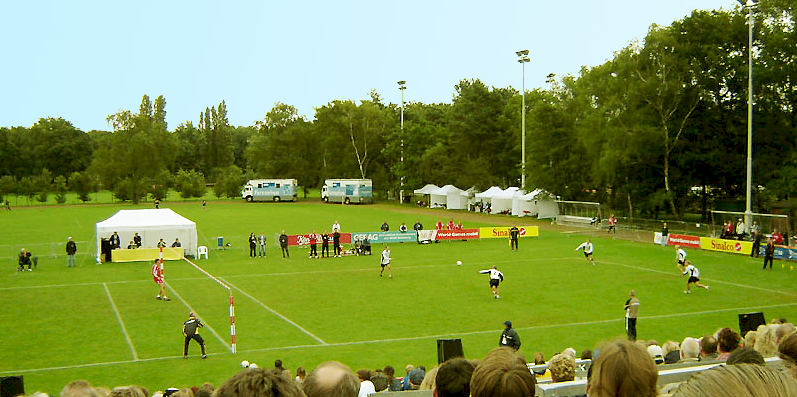
Uma partida de punhobol sendo disputada

O faustebol ou punhobol (em alemão: faustball; em inglês: fistball), é um esporte coletivo semelhante ao voleibol, por ser seu precursor, com a diferença de ser jogado em um campo de grama (relvado) que mede 50 m x 20 m, também pode ser jogado em uma quadra de salão com medidas de 40 m x 20 m. O esporte é jogado com cinco jogadores de cada lado.
O campo é dividido ao meio por dois postes, onde é esticado um cabo ou fita, que varia de 3 a 7 centímetros de largura, à uma altura de 2m (adulto masculino) ou 1,90m (adulto feminino). Todas as jogadas são efetuadas com o punho fechado e as defesas com o antebraço. O país que mais pratica o esporte é a Alemanha.

## No Brasil
O punhobol ainda é pouco conhecido no Brasil, apesar do esporte estar entre um dos mais vencedores do país. São dezenas de conquistas internacionais, incluindo todas as categorias e gêneros. Os Campeonatos Sul-Americanos, de seleções nacionais, são disputados desde 1961. A Argentina venceu em 1961 e 1983, os demais títulos, todos, foram conquistados pelo Brasil, inclusive na categoria juvenil (desde 1984), feminina adulto (desde 1987) e feminina juvenil (desde 1988). Apesar das conquistas, o esporte não tem muito apoio político e econômico em terras brasileiras.
É um esporte praticado basicamente na região sul do Brasil (Rio Grande do Sul, Santa Catarina e Paraná), iniciando sua expansão no sudeste (São Paulo e Rio de Janeiro), principalmente em função dos descendentes de imigrantes alemães.
A prova de que esta expansão é um algo mais que concreto foi a realização do Campeonato Paulista em 2008, disputado em duas etapas na Esef, em Jundiaí. O título no adulto masculino ficou com o Bandeirante 111, após campanha de 9 vitórias em 10 jogos. Na final, a equipe de São Paulo venceu Várzea Paulista por 9x11, 11x5 e 11x4. Os atletas campeões foram Daniel Balsa, Leonardo Belloff, Diego Rizatelo, João Carlos, Paulo Roberto "Betão" e Sócrates Cavalcante.
Hoje no Brasil são disputadas copas e campeonatos em todas as categorias: desde a mirim (ano em que completamos 12 anos) até a dos veteranos (dividida em duas categorias: acima de 35 anos ou 45 anos), assim como a infantil (até 15 anos), juvenil (até 17 anos), júnior (até 20 anos), e adulta (sem idade para iniciar ou terminar participação).
Apesar de ser um esporte altamente intuitivo para aplicação em escolas é pouco divulgado. Segundo Gastão Englert, ex-jogador e técnico da Seleção Brasileira de Punhobol, e atual técnico da seleção americana, o Instituto Federal Sul-Rio-Grandense (IFSul) Campus Camaquã é a única escola no mundo que tem oficializado nas aulas de Educação Física o ensino do esporte, assim como a existência de um campo de Punhobol dentro da escola.
A entidade responsável pelo esporte no Brasil é a Confederação Brasileira de Desportos Terrestres (CBDT), fundada em 1979.

## Competições

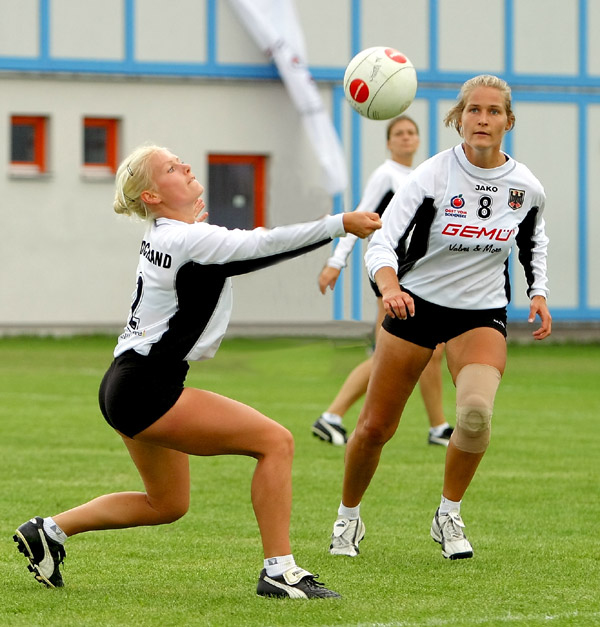
Uma punhobolista definindo a bola durante a competição internacional

A maior competição internacional de punhobol é o Campeonato Mundial de Punhobol, atualmente realizada a cada quatro anos. Todos os países membros da IFA são convidados a participar de cada evento, com 10 a 12 equipes geralmente se classificando para o torneio. O local da competição muda a cada evento, mas geralmente é realizado na Europa ou na América do Sul. O Campeonato Mundial de Punhobol para mulheres é realizado um ano antes do Campeonato Mundial de Punhobol para homens, e geralmente em um país anfitrião diferente daquele escolhido para o torneio masculino subsequente. No torneio masculino, Alemanha, Áustria, Suíça, Brasil, Argentina, Chile, Namíbia e Itália competiram em todos os torneios desde 1990, enquanto Sérvia, Estados Unidos e Japão também foram participantes frequentes. O primeiro Campeonato Mundial de Punhobol foi realizado para homens em 1968 e para mulheres em 1994.
As cinco melhores equipes do Campeonato Mundial de Punhobol Masculino também são convidadas a competir na categoria de punhobol dos Jogos Mundiais, também realizados a cada quatro anos. Se o país anfitrião for membro da IFA, o sexto time é o time de punhobol do país anfitrião, caso contrário, o sexto colocado no Campeonato Mundial mais recente é convidado. Embora não seja diretamente facilitado pela IFA, este evento tem um prestígio significativo.
Além dos Campeonatos Mundiais, são realizadas competições continentais internacionais para equipes da Europa, América do Sul e, mais recentemente, da Ásia.
Para competições de clubes, a Copa do Mundo de Punhobol é realizada todos os anos para competições internas e externas, com os melhores clubes do mundo competindo. Campeonatos individuais europeus e sul-americanos também são realizados para os clubes, que são usados como qualificação para a competição da Copa do Mundo.

### Resultados

#### Campeonato Mundial de Punhobol - Masculino
| Ano  | Data                         | Localização                     | Ouro               | Prata    | Bronze            |
| ---- | ---------------------------- | ------------------------------- | ------------------ | -------- | ----------------- |
| 1968 | 6 – 9 de julho               | Linz, Áustria                   | Alemanha Ocidental | Áustria  | Alemanha Oriental |
| 1972 | 17 – 20 de agosto            | Schweinfurt, Alemanha Ocidental | Alemanha Ocidental | Brasil   | Áustria           |
| 1976 | 9 – 10 de outubro            | Novo Hamburgo, Brasil           | Alemanha Ocidental | Brasil   | Áustria           |
| 1979 | 31 de agosto – 2 de setembro | São Galo, Suíça                 | Alemanha Ocidental | Áustria  | Brasil            |
| 1982 | 17 – 19 de setembro          | Hanôver, Alemanha Ocidental     | Alemanha Ocidental | Brasil   | Suíça             |
| 1986 | 10 – 12 de outubro           | Buenos Aires, Argentina         | Alemanha Ocidental | Áustria  | Brasil            |
| 1990 | 19 – 23 de setembro          | Vöcklabruck, Áustria            | Alemanha Ocidental | Áustria  | Brasil            |
| 1992 | 23 – 29 de novembro          | Llanquihue, Chile               | Alemanha           | Áustria  | Brasil            |
| 1995 | 29 de agosto – 2 de setembro | Vinduque, Namíbia               | Alemanha           | Suíça    | Áustria           |
| 1999 | 25 – 29 de agosto            | Olten, Suíça                    | Brasil             | Alemanha | Áustria           |
| 2003 | 16 – 23 de novembro          | Porto Alegre, Brasil            | Brasil             | Alemanha | Áustria           |
| 2007 | 6 – 12 de agosto             | Oldenburg, Alemanha             | Áustria            | Brasil   | Alemanha          |
| 2011 | 7 – 13 de agosto             | Viena, Áustria                  | Alemanha           | Áustria  | Brasil            |
| 2015 | 14 – 22 de novembro          | Córdoba, Argentina              | Alemanha           | Suíça    | Áustria           |
| 2019 | 11 – 18 de agosto            | Winterthur, Suíça               | Alemanha           | Áustria  | Brasil            |
| 2023 | 22 – 29 de julho             | Mannheim, Alemanha              | Alemanha           | Áustria  | Brasil            |

| País     | Ouro | Prata | Bronze | Total |
| -------- | ---- | ----- | ------ | ----- |
| Alemanha | 13   | 2     | 2      | 17    |
| Brasil   | 2    | 4     | 7      | 13    |
| Áustria  | 1    | 8     | 6      | 15    |
| Suíça    | 0    | 2     | 1      | 3     |

#### Campeonato Mundial de Punhobol - Feminino
| Ano  | Data                      | Localização             | Ouro     | Prata    | Bronze   |
| ---- | ------------------------- | ----------------------- | -------- | -------- | -------- |
| 1994 | 7 – 9 de outubro          | Buenos Aires, Argentina | Alemanha | Áustria  | Brasil   |
| 1998 | 2 – 5 de setembro         | Villach e Linz, Áustria | Alemanha | Suíça    | Brasil   |
| 2002 | 6 – 10 de novembro        | Curitiba, Brasil        | Suíça    | Brasil   | Alemanha |
| 2006 | 27 – 30 de julho          | Jona, Suíça             | Alemanha | Brasil   | Áustria  |
| 2010 | 18 – 21 de novembro       | Santiago, Chile         | Brasil   | Alemanha | Áustria  |
| 2014 | 30 de julho – 3 de agosto | Dresden, Alemanha       | Alemanha | Áustria  | Brasil   |
| 2016 | 25 – 30 de outubro        | Curitiba, Brasil        | Alemanha | Brasil   | Suíça    |
| 2018 | 24 –29 de julho           | Linz, Áustria           | Alemanha | Suíça    | Brasil   |
| 2021 | 28 – 31 de julho          | Grieskirchen, Áustria   | Alemanha | Áustria  | Suíça    |

| País     | Ouro | Prata | Bronze | Total |
| -------- | ---- | ----- | ------ | ----- |
| Alemanha | 7    | 1     | 1      | 9     |
| Brasil   | 1    | 3     | 4      | 8     |
| Suíça    | 1    | 2     | 2      | 5     |
| Áustria  | 0    | 3     | 2      | 5     |